# Ipotesi parafisica sugli UFO
L'ipotesi parafisica o ipotesi interdimensionale (IID) sugli UFO è una congettura, secondo cui i presunti UFO proverrebbero da un'ipotetica dimensione parallela abitata da esseri intelligenti, o da un presunto universo parallelo che coesisterebbe separatamente accanto al nostro universo nell'ambito di ciò che viene definito multiverso.

## Origine e sostenitori
L'ipotesi parafisica è stata proposta dall'astronomo e ufologo Jacques Vallée, e si è sviluppata negli anni settanta e ottanta grazie a libri e articoli scritti dallo stesso Vallée e da Josef Allen Hynek.
Nell'ambito delle varie ipotesi che vedono gli UFO come espressione di una realtà non terrestre, l'ipotesi interdimensionale è un'alternativa all'ipotesi extraterrestre, secondo cui i presunti UFO proverrebbero invece da altri pianeti del nostro stesso universo. All'inizio degli anni sessanta l'ipotesi extraterrestre cominciò ad entrare in crisi: diversi ufologi cominciarono infatti a chiedersi perché, dopo più di dieci anni di avvistamenti, gli alieni non si manifestassero apertamente, amici o nemici che fossero. Una nuova generazione di ufologi cominciò così a riesaminare criticamente l'ufologia degli anni cinquanta. Fu in questo clima che Jacques Vallée pubblicò nel 1969 il libro Passport to Magonia, in cui presentava una nuova ipotesi. 
Secondo l'ipotesi parafisica, gli UFO sarebbero la moderna manifestazione di un fenomeno che si è manifestato in ogni parte della storia umana, e che in epoche passate veniva attribuito a creature mitologiche o soprannaturali. A differenza di altri ufologi che interpretano i racconti di fate, folletti, ecc. come interventi di extraterrestri nel passato dell'umanità, Vallée li riferisce ad un'altra realtà che interferisce con la nostra, a cui dà il nome di Magonia. Influenzato dall'interesse per la parapsicologia, Vallèe ha intravisto nel fenomeno ufologico un sistema di controllo dell'evoluzione umana che opera nell'inconscio collettivo della nostra specie.
Vallée ritiene che ci sono motivi validi per rifiutare l'ipotesi extraterrestre, come la struttura fisica dei presunti alieni o il numero di incontri ravvicinati, che a suo dire sarebbe di molto superiore a ciò che richiederebbe un'esplorazione fisica della Terra da parte di intelligenze extraterrestri. Hynek trova invece un grosso ostacolo all'ipotesi extraterrestre nelle distanze tra le stelle, che rendono il viaggio interstellare impraticabile a causa delle grandi quantità di energia richieste dai mezzi convenzionali; la fattibilità dell'uso di mezzi esotici, come i Ponti di Einstein-Rosen, non è stata ancora dimostrata e in ogni caso richiederebbe un grande livello tecnologico. Anche l'ufologo Aimé Michel, inizialmente favorevole all'ipotesi extraterrestre, cambiò successivamente idea, contribuendo alla maturazione dell'ipotesi interdimensionale come spiegazione per la fenomenologia UFO. Michel scrisse che esseri provenienti da luoghi così distanti, con notevoli costi energetici, non sarebbero venuti sulla Terra solo per fare alcune acrobazie, di solito di fronte alla gente comune. Il contatto avrebbe dovuto essere il risultato atteso, ma ciò non è successo, quindi i dischi volanti extraterrestri sono assurdi.
Con l'ipotesi interdimensionale, secondo i suoi sostenitori, non è necessario cercare spiegazioni sul tipo di propulsione usata dagli UFO perché questi non sarebbero astronavi, ma dispositivi che viaggiano attraverso altre realtà. Secondo Hilary Evans, l'ipotesi parafisica spiegherebbe anche l'apparente abilità degli UFO ad apparire e sparire facilmente dalla vista e dai radar, cosa che avverrebbe perché essi entrerebbero ed uscirebbero dalla nostra dimensione materializzandosi e smaterializzandosi. 
Inoltre si può ipotizzare che la dimensione da cui proverrebbero gli UFO sia leggermente più avanti di noi dal punto di vista tecnologico, cosa che spiegherebbe la loro tendenza a manifestarsi rappresentando tecnologie del prossimo futuro (aeronavi alla fine dell'Ottocento, razzi e aerei supersonici negli anni quaranta, ecc.).
Una variante dell'ipotesi interdimensionale è stata proposta nel 1970 da John Keel, che ha collegato gli UFO con creature soprannaturali da lui definite "ultraterrestri". Secondo Keel tali presunte entità sarebbero ostili verso l'umanità e si manifesterebbero sotto forma di alieni, mostri, fantasmi, demoni ed entità paranormali. Keel ha riveduto successivamente la sua teoria, concependo gli UFO come una sorta di fenomeno elettromagnetico che ha origine non in altre dimensioni o universi paralleli, ma nel nostro stesso universo, in una regione dello spettro elettromagnetico non percepibile dai nostri sensi (teoria del superspettro). In conseguenza di ciò, per Keel la fenomenologia degli UFO dovrebbe essere studiata dai parapsicologi e non dagli ufologi.
L'ipotesi extraterrestre, come ha ammesso lo stesso Vallée, continua ad avere tra gli ufologi un maggior numero di sostenitori, tuttavia alcuni l'hanno abbandonata a favore dell'ipotesi parafisica, vedendo una connessione tra il fenomeno UFO e il mondo del paranormale. Brad Steiger ha scritto a proposito degli UFO che "stiamo trattando con un fenomeno parafisico multidimensionale". Anche John Edward Mack, psichiatra studioso dei rapimenti alieni, ha ipotizzato che le entità associate a certi rapimenti non siano alieni appartenenti al nostro universo, ma visitatori provenienti da un'altra dimensione. John Ankerberg e John Weldon hanno scritto che "gli UFO non si comportano come visitatori extraterrestri" e che "potrebbero essere spiegati come un fenomeno spiritistico". Il parapsicologo D. Scott Rogo, riallacciandosi all’ultima versione della teoria di Keel, ha interpretato gli UFO come materializzazioni di elementi presenti nella psiche collettiva dell'umanità ad opera di forze paranormali. Invece l'ufologo Jerome Clark, che aveva inizialmente accettato l'ipotesi parafisica, l'ha successivamente rifiutata rivolgendosi cautamente verso l'ipotesi extraterrestre, mentre Aimé Michel, dopo aver considerato favorevolmente l'ipotesi parafisica per un certo periodo, in seguito si è convinto dell'impossibilità di conoscere le cause del fenomeno UFO e nel 1980 ha abbandonato l'ufologia.   Altri ufologi, pur non condividendo l'ipotesi parafisica (specialmente nella formulazione di Keel, dove rilevano lacune e insufficienze gravi), le riconoscono comunque il merito di avere fatto uscire l'ufologia dalle strettoie dell'ipotesi extraterrestre classica e di avere aperto la strada ai modelli interpretativi della cosiddetta "nuova ufologia", tra cui l'ipotesi psicosociale sugli UFO.
L'ipotesi interdimensionale è stata un elemento importante nello sviluppo di certe religioni ufologiche.

## Critiche
I critici dell'ipotesi parafisica sostengono che essa è un sistema di credenze piuttosto che un'ipotesi scientifica, perché non è falsificabile né verificabile attraverso osservazioni ed esperimenti, per quanto riguarda l'effettiva esistenza del multiverso e soprattutto la fattibilità di un viaggio tra presunti universi e dimensioni differenti, pertanto non c'è modo di accertare le teorie alternative che postula. Essa non sarebbe la migliore alternativa all'ipotesi extraterrestre per spiegare la fenomenologia degli UFO: se non abbiamo le prove dell'esistenza di civiltà extraterrestri su pianeti extrasolari, non sappiamo assolutamente nulla dell'esistenza di altri universi. 
L'ipotesi è stata esaminata anche dall'astronomo Carl Sagan, che ha studiato lungamente i fenomeni ufologici. Sagan considera che oltre all'ipotesi extraterrestre, giudicata la meno probabile da uno studio del 1969 della National Academy of Sciences, per spiegare gli UFO se ne possono avanzare altre, fra cui quella che si possa trattare di esseri provenienti da un'altra dimensione. Partendo dal presupposto che l'idea dell'esistenza di dimensioni superiori non è stata concepita dall'ufologia ma dalla fisica del XX secolo (ad esempio nella teoria di Kaluza-Klein), egli respinge l'idea di Edward Mack che la pone come spiegazione dei presunti rapimenti alieni di persone prelevate nelle proprie case durante il sonno. Esseri provenienti da dimensioni superiori che entrino nel nostro universo tridimensionale, come ipotizza Mack, dovrebbero manifestarsi in modo diverso da quello di semplici umanoidi che passano attraverso un muro: l'idea di Mack non regge di fronte alle regole della matematica e della fisica. Sagan non ritiene fondata neanche l'ipotesi di Vallée che dietro gli UFO ci siano esseri provenienti da un universo parallelo, che abbiano sempre visitato il nostro mondo e che dopo il 1947 abbiano iniziato a manifestarsi in modo diverso. L'idea che questi esseri si mostrino da millenni sotto varie forme alla gente comune con lo scopo di guidare la nostra evoluzione non è convincente, considerando che l'umanità si trova ad affrontare sempre gli stessi problemi; pertanto ci si può chiedere come mai questi esseri non si rivelino in modo più esplicito o non trovino sistemi più efficaci per aiutarci ad evolvere. In ogni caso, non ci sono prove a favore di quest'ipotesi e neanche dell'ipotesi, sostenuta da altri, che si tratti di esseri soprannaturali. Secondo lo scienziato, è più probabile che la spiegazione di questi fenomeni sia di natura psicologica e che la gente veda ciò con cui ha familiarità: in passato erano le fate, i folletti, gli spiriti ecc., mentre oggi sono gli esseri extraterrestri.